# Hunter (serie televisiva 1984)
Hunter è una serie televisiva statunitense con Fred Dryer e Stepfanie Kramer, andata in onda negli Stati Uniti sulla rete NBC dal 1984 al 1991.

## Trama
Rick Hunter, un sergente della polizia di Los Angeles, insieme alla sua collega Dee Dee McCall si ritrova a dover risolvere una vasta serie di omicidi.

## Episodi
| Stagione         | Episodi | Prima TV originale | Prima TV Italia |
| ---------------- | ------- | ------------------ | --------------- |
| Prima stagione   | 20      | 1984-1985          | 1989            |
| Seconda stagione | 23      | 1985-1986          | 1989            |
| Terza stagione   | 22      | 1986-1987          | 1989            |
| Quarta stagione  | 22      | 1987-1988          | 1989            |
| Quinta stagione  | 22      | 1988-1989          | 1990            |
| Sesta stagione   | 22      | 1989-1990          | 1991            |
| Settima stagione | 22      | 1990-1991          | 1992            |

## Film TV (1995-2003) e serie successiva
- Hunter - Giustizia a Los Angeles (The Return of Hunter) (1995)
- Hunter - Ritorno alla giustizia (Hunter: Return to Justice) (2002)
- Hunter - Ritorno in polizia (Hunter: Back in Force) (2003)
- Hunter  (serie TV 2003 - 5 episodi)

## Trasmissione
Negli Stati Uniti inizialmente l'episodio pilota andò in onda come un film TV dal titolo Hunter.
Messo in onda inizialmente di venerdì per contrastare il popolare serial televisivo Dallas, Hunter superò bene il confronto guadagnando una notevole audience.
Nella settima ed ultima stagione, ad Hunter fu affiancata una nuova collega interpretata da Darlanne Fluegel, la quale uscì di scena poche puntate dopo. Il suo posto fu preso da un'altra donna interpretata da Lauren Lane. Quest'ultima stagione non ottenne però il notevole successo delle precedenti, visto che fu spostato di mercoledì dopo Law & Order - I due volti della giustizia, e per questo motivo la serie terminò.
Nell'aprile del 2002, undici anni dopo la fine della serie, vennero girati altri due film TV. Questa volta, oltre a Fred Dryer, è presente anche Stepfanie Kramer che ritornò ad interpretare il ruolo di McCall.
Nel 2003 la rete NBC ne realizzò una nuova serie televisiva intitolata Hunter, trasportando l'azione da Los Angeles a San Diego. Questa serie TV, di cinque puntate, non ebbe affatto successo e la rete americana ne cancellò la trasmissione dopo sole tre puntate.